# Kibitsuhiko-no-mikoto
Kibitsu-hiko-no-mikoto (吉備津彦命), aussi connu sous le nom Hiko Isuseri-hiko no mikoto, est un prince japonais légendaire.  
Selon le Nihon Shoki, c'est le fils de l'empereur Korei
Les légendes disent qu'il détruisit le démon Oni du royaume de Kibi, dans le Japon antique, ce qui dans les faits était probablement la mythologisation de la soumission d'une puissance rivale par les membres de la Famille Impériale de l'époque. Cela semble être le prototype de la légende de Momotaro qui se forma pendant l'époque Edo, pour répondre aux changements dans la culture japonaise. 
Son kami est vénéré aux Kibitsuhiko-jinja et Kibitsu-jinja de la préfecture d'Hiroshima et au sanctuaire shinto Kibitsuhiko d'Okayama, dans la préfecture du même nom.

## Source de la traduction
- (en) Cet article est partiellement ou en totalité issu de l’article de Wikipédia en anglais intitulé « Kibitsuhiko-no-mikoto » (voir la liste des auteurs).